# Gillespite
La gillespite è un minerale appartenente al gruppo omonimo.